# X Gon’ Give It to Ya Again
X Gon’ Give It to Ya Again – singel amerykańskiego rapera DMX-a wydany w 22 kwietnia 2003 roku.
Remiks zawiera tekst z oryginalnego "X Gon’ Give It to Ya". Poza DMX-em wystąpił również w nim Bazaar Royale z Bloodline Records. Podkład został wyprodukowany przez Red Spyda.

## Lista utworów
1. "X Gon’ Give It to Ya Again" (Radio)
2. "X Gon’ Give It to Ya Again" (Instrumental)
3. "X Gon’ Give It to Ya Again" (Dirty)
4. "X Gon’ Give It to Ya Again" (Acapella)